# Carsten Höller
Pour les articles homonymes, voir Höller.
Carsten Höller, né le 6 décembre 1961 à Bruxelles, est un artiste allemand. Il vit et travaille à Stockholm.

## Biographie
Carsten Höller a une formation d'entomologiste. Il applique des procédures d'expérimentation scientifique à des projets artistiques dans le but de réconcilier biologie et esthétique. Il a participé à plusieurs biennales à Lyon, et à la Documenta à Cassel. Avec Rosemarie Trockel, il a réalisé les maisons pour animaux, Maisons pour cochons et humains en 1997.
Il poursuit son œuvre en créant des installations où les spectateurs apparaissent comme des sujets à l'image de Killing Children (2007), une série de cinq toboggans sur lesquels les enfants, munis de protections, sont invités à glisser. Il transforme les spectateurs en acteurs, les faisant participer, transformant le musée de lieu de sanctification et de monstration en lieu d'action. Autres œuvres ludiques : le Sac à dos du matériel d'expédition pour l'exportation du sol (1995) permet aux utilisateurs une promenade à travers le sol, tandis que Sliding Doors (2003) démultiplie l'image du visiteur grâce à une série de portes en miroir. En mettant la science au service de l'art, comme le dévoilent encore The Forest (2002) ou Flicker Film (2004), Carsten Höller développe une démarche originale pour laquelle il est retenu à l'occasion de la Biennale de Venise, en 2009.Il applique des procédures d’expérimentation scientifique à des réalisations artistiques, plus récemment à Berlin, il propose aux visiteurs de prendre part à une expérience hallucinogène dans un véritable « tableau vivant » peuplé de rennes, d’oiseaux et de souris.
Ses installations posent un regard froid sur la situation humaine. Il tente de réconcilier biologie, éthologie et humanisme. 
La série Canary représente des oiseaux hybrides créés par l’artiste, des photogravures tirées à la poudre d'or sur papier. Rendus stériles par des croisements génétiques contre nature, ils illustrent un phénomène singulier : ils sont à la fois le premier et le dernier de leur espèce. Chacun des croisements d’Höller semble exceptionnellement singulier : l’un est maigre, l’autre lisse ; d’autres sont ébouriffés ou gonflés. Chaque oiseau a été photographié seul à la manière des portraits de studio classique puis élevé au rang d’icône par un procédé photographique à la poudre d’or. Si, pendant des siècles, l’objectif des artistes a été de représenter la nature, souvent perçue comme la manifestation du divin, Höller est allé plus loin en générant sa propre espèce animale. Le fait que ces nouvelles espèces d’oiseaux soient nées pour disparaître aussitôt ajoute un caractère tragique à leurs portraits. L’artiste pose la difficile question de la responsabilité éthique des créateurs, qu’ils soient artistes ou scientifiques, envers les créatures maudites qu’ils ont eux-mêmes créées. La série Canary a été acquise par le Conseil général de l’Essonne en 2009.
Carsten Höller propose une double vision à travers ses expositions comme celle présentée au MAC à Marseille en 2004 où il s'est servi de l'architecture du musée pour créer des salles symétriques par rapport à un axe ou encore la proposition faite aux visiteurs de parcourir l'exposition en portant des lunettes qui inversent l'image rétinienne produisant ainsi une vision non inversée de l'image rétinienne. D'autres installations comme Infrared Room (salle infrarouge) ont été présentées, comme cette salle obscure équipée de caméra infrarouge projetant aux visiteurs leur image avec un décalage temporel qui change au cours du temps. Le visiteur étant souvent sollicité, on peut parler d'art participatif. Cette notion de double se retrouve également dans une installation que l'artiste a réalisée à Londres en 2008, il s'agit d'un bar restaurant The Double Club présenté comme un espace séparé en deux avec une partie Congolaise et l'autre occidentale. Les deux parties du restaurant diffèrent alors dans la décoration, la musique et les menus proposés. Dans ce lieu coexistent alors deux cultures opposées.
Ce rapprochement des cultures se retrouve dans l'exposition Japan Congo organisée par Carsten Höller en 2011 au Magasin à Grenoble, puis au Garage Center of contemporary culture de Moscou et au Palazzo Real à Milan. Cette exposition confronte effectivement la collection d'art contemporain congolais et d'art contemporain japonais du collectionneur Jean Pigozzi.
En 2010, pour sa deuxième édition, l’Association the Monaco Project for the Arts a confié The Project à Carsten Höller qui a présenté six ensembles d’œuvres autour du thème de l’Amanite tue-mouches exposées dans les jardins, le patio et les ateliers de l’école. L’artiste a également demandé aux étudiants de l’École Supérieure d’Arts Plastiques de contribuer à cette exposition en intervenant avec leurs propres projets autour du thème de l’Amanite tue-mouches, de son histoire, de ses effets ou de sa signification culturelle. Ainsi, dessins, peintures, photographies, impressions, films, sculptures et objets ont envahi l’espace, dialoguant avec l’œuvre de Carsten Höller. Il reprend le thème du champignon en octobre 2024 avec Giant Triple Mushroom, sculpture de trois mètres de hauteur mélangeant trois champignons différents, dont l'amanite tue-mouche, exposée sur la place Vendôme à Paris pendant la foire Art Basel Paris.
En France, il est représenté par la galerie Air de Paris.

## Citation
« J’essaie de promouvoir un certain mode de compréhension de nous-mêmes qui pourrait s’avérer utile si nous voulons survivre longtemps encore sur cette planète »

## Quelques œuvres
- Maison pour cochons et humains (1997, Documenta X)
- Killing Children II (1992)
- La plante qui en a marre de rester sur place et qui désire en savoir plus sur le monde (1994, 40x60x80 cm)
- Canary, Photogravures tirées à la poudre d’or sur papier (113,5 x 83,5 cm), Collection FDAC de l’Essonne (2009)

## Expositions personnelles
2014
- Dice, Gagosian Gallery

2013
- Avec, Air de Paris Paris

2011
- Enel Contemporanea, MACRO, Rome
- Carsten Höller, Experience, New Museum, New York

2010
- Giant Triple Mushrooms, Garage CCC, Moscow
- Divided Divided, Museum Boijmans Van Beuningen, Rotterdam

2009
- Vogel Pilz Mathematik, Esther Schipper gallery, Berlin

2007
- Double Shadow, Air de Paris, Paris
- Carsten Höller & Karsten Höller, Gagosian Gallery, Londres

2006
- Unilever Series : Carsten Höller, Turbine Hall, Tate Modern, London

2005
- Logic, Gagosian gallery, London
- Die innere konkurren, Esther Schipper gallery, Berlin
- Galerie Micheline Szwajcer, Anvers

2004
- Doubtiful. Dans les plis du réel, commissariat : Master en métiers et arts de l'exposition, galerie art et essai, université Rennes-2

2002
- Light Corner, Museum Boijmens Van Beuningen, Rotterdam
- Deux Paris, Air de Paris, Paris

2000
- Champignons tournants suspendus au plafond, Fondation Prada

1998
- Gift (Poison), Camden Art Center, London

1994
- Summergarden, Air de Paris, Paris

## Collaborations
2005
- Sharing Space Dividing Time, Nordic Pavillon, Biennale de Venise, Venise

1999
- Maisons/Häuser, ARC Musée d'Art Moderne de la Ville de Paris
- Get together Kunst als Teamwork, Kunsthalle am Karlsplatz, Vienna
- Vicinato II with Liam Gillick, Douglas Gordon, Pierre Huyghe, Philippe Parreno and Rirkrit Tiravanija

1997
- Ein Haus für Schweine und Menschen, Documenta X, Kassel

1994
- Innocent et emprisonné: "Mais ce que vous avez à me reprocher c'est que j'ai abandonné mon premier amour", Air de Paris, Paris -F (with P.Parreno)

## Expositions collectives
2017
- De Nature en Sculpture, Fondation Villa Datris, L'Isle-sur-la-Sorgue[5]

2013
- My Little Paradise, Middelheimmuseum, Anvers
- L'image pensée, Kamel Mennour, Paris

2012
- Invisible: Art about the Unseen, 1957-2012, Hayward Gallery, Southbank Centre, London

2011
- Nouvelle présentation des collections contemporaines, Centre Pompidou, Paris

2010
- Dreamlandz, Air de Paris, Paris
- Crash, Gagosian Gallery, London
- On/Off, Cité du Design/ESADSE, Saint-Étienne
- Dopplereffekt - Bilder in Kunst und Wissenschaft, Kunsthalle zu Kiel
- Ibrido, Padiglione d'Arte Contemporanea, Milan
- Eat Art, Kunstmuseum Stuttgart, Stuttgart

2009
- Die Kunst ist Super!, Nationalgalerie im Hamburger Bahnhof, Museum für Gegenwart, Berlin
- Le Nouveau Festival, Centre Pompidou, Paris
- Fare Mondi / Making Worlds, 53e Biennale de Venise, directed by Daniel Birnbaum, Venise
- theanyspacewhatever, Guggenheim Museum, New York.
- Thyssen-Bornemisza Art Contemporary : Collection as Aleph, Kunsthaus, Graz
- Airs de Paris, Centre Pompidou, Paris
- I am Future Melancholic, Tate Modern, London

2006
- Nuit Blanche 2006, Petit Palais, Paris
- Surprise, Surprise, Institute of Contemporary Arts, London
- A Short History of Performance – Part IV, Whitechapel Gallery, London

2005
- Ecstasy, curated by Paul Schimmel, MoCA Los Angeles
- La Belgique visionnaire, curated by Harold Szeemann, Palais des Beaux Arts, Brüssel

2004
- My Way, Air de Paris, Paris
- Common wealth, Tate Modern, London - (cur. by Jessica Morgan)
- Utopia Station, Biennale di Venezia, Venise -I (cur. by Hans-Ulrich Obrist)
- Delay and Revolution, Biennale di Venezia, Venise –I (cur. by  F. Bonami and D. Birnbaum)

1998
- Bonne Année !, Air de Paris, Paris

1997
- Smooth, Air de Paris, Paris
- Belladonna, ICA, London

1996
- March à l'ombre, Air de Paris, Paris
- Comme un oiseau, Fondation Cartier, Paris

1995
- Take Me (I'm Yours), Serpentine Gallery, London -UK, Kunsthalle Nürnberg

1994
- Monaco Grand Prix, Air de Paris, Nice
- Rue des Marins, Air de Paris, Nice

1993
- Aperto 93, Biennale di Venezia, Venice
- Christmashop, Air de Paris, Paris
- Tattoo Collection, Air de Paris & Urbi et Orbi c/o Jenifer Flay, Paris / Daniel Buchholz, Köln/ Andrea Rosen, New York
- Ufo-Project, Air de Paris, Monaco

1991
- Xmas Show, Air de Paris, Nice